# Liste von Alleen im Oberbergischen Kreis
In der Liste von Alleen im Oberbergischen Kreis sind geschützte Alleen nach § 41 LNatSchG NRW im  Oberbergischen Kreis aufgeführt, die einen Eintrag im Alleenkataster des Landes NRW haben.
| Bild           | Kennung    | Bezeichnung und Lage                                                                 | Gemeinde            | Länge       |
| -------------- | ---------- | ------------------------------------------------------------------------------------ | ------------------- | ----------- |
|                | AL-GM-9001 | Lindenallee an der Agger                                                             | Engelskirchen       | 229,470 m   |
|                | AL-GM-0011 | Linden- und Sand-Birkenallee an der L 323 bei Veste                                  | Gummersbach         | 685,870 m   |
| weitere Bilder | AL-GM-0001 | Berg-Ahornallee an der K 1 zwischen Dörpmühle und Hückeswagen                        | Hückeswagen         | 2.505,050 m |
| weitere Bilder | AL-GM-0006 | Berg-Ahornallee an der L 68 im Bereich Kammerforsterhöhe                             | Hückeswagen         | 212,180 m   |
| weitere Bilder | AL-GM-0016 | Berg-Ahornallee an der L 68 im Bereich Dörpfelderhöhe                                | Hückeswagen         | 383,060 m   |
| weitere Bilder | AL-GM-7000 | Berg-Ahornallee an der B 237 im Bereich Kammerforsterhöhe                            | Hückeswagen         | 875,140 m   |
|                | AL-GM-0008 | Sand-Birkenallee an der L 97 bei Löhe                                                | Lindlar             | 220,440 m   |
|                | AL-GM-9002 | Berg-Ahornallee an der L 336                                                         | Morsbach, Reichshof | 1.081,890 m |
|                | AL-GM-9003 | Winter-Lindenallee nördlich Steimelhagen (L 324)                                     | Morsbach            | 406,120 m   |
|                | AL-GM-0012 | Allee an der L 320 bei Kirchweg (zw. Altennümbrecht u. Harscheid)                    | Nümbrecht           | 219,240 m   |
|                | AL-GM-0020 | Allee an der L 338 bei Oberstaffelbach                                               | Nümbrecht           | 447,780 m   |
|                | AL-GM-0002 | Berg-Ahornallee an der K 53 (bei Erdingen)                                           | Reichshof           | 660,350 m   |
|                | AL-GM-0014 | Allee an der K 17 Ortseingang Eiershagen                                             | Reichshof           | 434,740 m   |
|                | AL-GM-0010 | Allee am Ruher Weg                                                                   | Waldbröl            | 115,900 m   |
| weitere Bilder | AL-GM-0003 | Lindenallee bei Hollinden                                                            | Wipperfürth         | 111,960 m   |
| weitere Bilder | AL-GM-0007 | Gemischte Allee an der B 237 zwischen Niederwipper und Egerpohl                      | Wipperfürth         | 247,130 m   |
| weitere Bilder | AL-GM-5001 | Allee aus ehem. Rotblühender Rosskastanie – jetzt Buchen südöstlich von Großblumberg | Wipperfürth         | 275,000 m   |